# Wśród ludzi
Wśród ludzi (ros. В людях, W ludiach) – radziecki czarno-biały film biograficzny z 1939 roku w reżyserii Marka Donskiego. Druga część trylogii o Gorkim.

## Fabuła
Trzynastoletni Alosza Pieszkow wyrusza w świat. Zaczyna pracować i zarabiać na życie. Po pracy u kreślarza Siergiejewa zaciąga się na statek jako pomywacz, a jego przyjacielem zostaje kucharz Smuryj. Później Alosza zostaje uczniem w malarskiej pracowni ikon.

## Obsada
- Aleksiej Larski jako Alosza Pieszkow
- Warwara Massalitinowa jako Akulina Iwanowna Kaszyrina, babcia Aloszy
- Michaił Trojanowski jako Wasilij Wasiljewicz Kaszyrin, dziadek Aloszy
- Iwan Kudrawcew jako Siergiejew, kreślarz
- Aleksandr Timontajew jako Smuryj, kucharz
- Irina Zarubina jako Natalja, praczka
- Anatolij Kubacki (niewymieniony w napisach)

## Nagrody
- 1941: Nagroda Stalinowska II stopnia (reżyser Mark Donski, aktorka Warwara Massalitinowa)